# キサントシン
キサントシン(Xanthosine)は、キサンチンとリボースから生じるヌクレオシドである。